# Granite Bay
Granite Bay ist ein census-designated place (CDP) nordöstlich von Sacramento im Placer County im US-Bundesstaat Kalifornien mit 21.247 Einwohnern (Stand: 2020).

## Geographie
Der CDP liegt am Ostrand des Central Valley.

### Nachbargemeinden
| Rocklin        | Loomis | Auburn       |
| Roseville      |        |              |
| Citrus Heights | Folsom | Cameron Park |

## Sport
Der Ort am Westrand des Folsom Lake, einem Stausee des American River, war 2003 mit den Lakeside LL und 2009 mit den Loomis-Eureka LL an den Little League Baseball World Series beteiligt.

## Persönlichkeiten
- Maria Charizze Ina Dela Cruz (* 1993), Fußballspielerin
- Connor Hallisey (* 1993), Fußballspieler
- Taylor Nelson (* 1996), Volleyballspielerin